# Carrer Major (Vilalba dels Arcs)
El Carrer Major és una obra de Vilalba dels Arcs (Terra Alta) inclosa a l'Inventari del Patrimoni Arquitectònic de Catalunya.

## Descripció
Antigament, el carrer major estava travessat per porxos, sobre els quals s'hi alçaven les vivendes; en l'actualitat aquestes porxos només resten en alguns llocs com la Plaça de la Vila. En el carrer major es poden observar als baixos de les cases; són arcs apuntats, de carreus, i, alguns d'ells, tenen mènsules. Segueixen línies paral·leles al carrer i en moltes ocasions són utilitzats com a magatzems.